# Lerbäcks församling
Lerbäcks församling är en församling i Askersunds pastorat i Södra Närkes kontrakt i Strängnäs stift. Församlingen ligger i Askersunds kommun i Örebro län.

## Administrativ historik
Församlingen har medeltida ursprung och var till 6 april 1595 annexförsamling i pastoratet Snavlunda och Lerbäck för att därefter till 1962 utgöra ett eget pastorat. Från 1962 till 2021 var församlingen moderförsamling i Lerbäck-Snavlunda pastorat. 1 januari 2022 uppgick församlingen i Askersunds pastorat.

## Kyrkor
- Lerbäcks kyrka